# Pseudohinnites hemiradiatus
Pseudohinnites hemiradiatus is een tweekleppigensoort uit de familie van de Pectinidae. De wetenschappelijke naam van de soort is voor het eerst geldig gepubliceerd in 1887 door de Folin.